# 神代村 (秋田県)
神代村（じんだいむら）は秋田県仙北郡にあった村。現在の仙北市南西部、角館市街の北東一帯にあたる。

## 地理
- 山 : 大影山、
- 河川 : 玉川、桧木内川、才津川

## 歴史
- 1889年（明治22年）4月1日 - 町村制の施行により、神代村、小松村、岡崎村、梅沢村、卒田村、角館東前郷村の区域をもって発足。
- 1956年（昭和31年）9月30日 - 生保内町・田沢村と合併して田沢湖町が発足。同日神代村廃止。

## 交通

### 鉄道路線
- 日本国有鉄道
  - 生保内線（現・田沢湖線）
    - 神代駅 - 生田駅

現在は旧村域に秋田内陸縦貫鉄道秋田内陸線の羽後太田駅が所在するが、当時は未開業。

### 道路
- 国道46号（角館街道）

## 出身著名人
- 佐藤貞子 - 民謡歌手